# 10 A.M.
10 A.M. es una canción de la banda de rock alternativo Zoé publicada en el año 2013 como parte de su quinto álbum de estudio Prográmaton y el sencillo principal del mismo. El video oficial de la canción se lanzó al canal de Youtube de la banda el 11 de octubre del 2013.

## Historia
León acababa de terminar su disco de solista Solstis en Francia, cuando se enteró de que su mamá padecía un cáncer bastante avanzado y, por lo tanto, incurable. Eso provocó que la grabación de Prográmaton se tornara difícil, complicada y, sobre todo, dolorosa para el vocalista.

## Lista de canciones

### Descarga digital[7]
|     |                    |          |  |  |  |  |  |  |  |  |
| N.º | Título             | Duración |  |  |  |  |  |  |  |  |
| 1.  | «10 A.M. - Single» | 3:29     |  |  |  |  |  |  |  |  |

## Versiones
Esta canción tiene w versiones distintas la primera en el Bonus Track de Prográmaton en el Doble Vinil con un Rework de Sánchez Dud, en el 8.11.14 en vivo desde el Foro Sol ante 55 mil personas.
La segunda fue versionada por la camtante Ximena Sariñana en una versión más acústica.

## Personal
- León Larregui - voz líder.
- Ángel Mosqueda - Bajo, guitarra acústica, Glockenspiel.
- Jesús Báez - Teclado.
- Rodrigo Guardiola - Batería.
- Sergio Acosta - guitarra eléctrica, Ukelele.
- Belly Dorian - Teclado.